# Schpaniw
Schpaniw (ukrainisch Шпанів; russisch Шпанов/Schpanow, polnisch Szpanów) ist ein Dorf in der Westukraine etwa 6 Kilometer nördlich der Rajons- und Oblasthauptstadt Riwne am Flüsschen Ustja (Устя) gelegen.

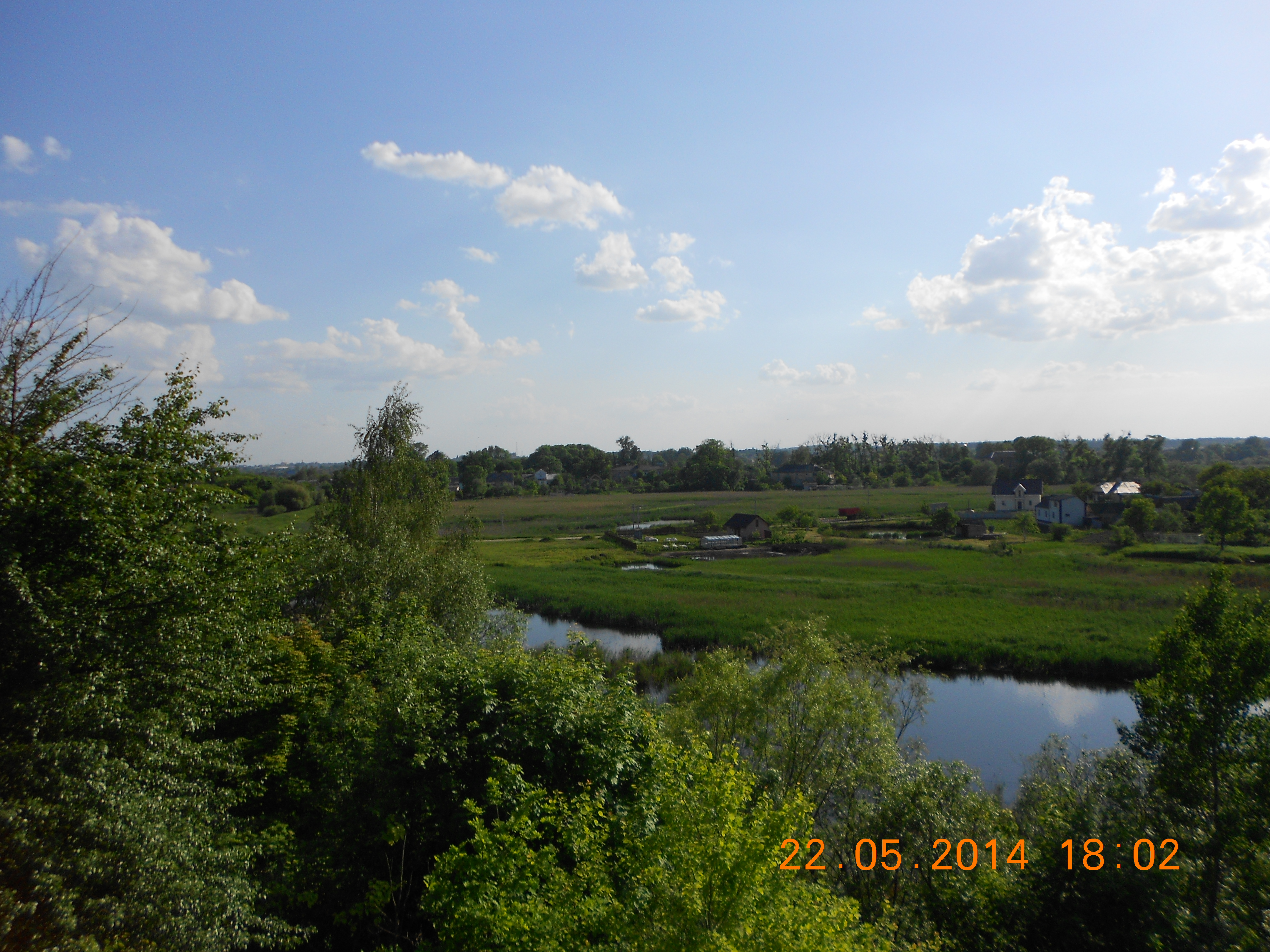
Blick auf den Ort

## Geschichte
Der Ort wird 1562 zum ersten Mal schriftlich erwähnt, erhielt zu diesem Zeitpunkt bereits das Magdeburger Stadtrecht und gehörte bis 1793 in der Woiwodschaft Wolhynien zur Adelsrepublik Polen-Litauen. Mit den Teilungen Polens fiel der Ort an das Russische Reich und lag bis zum Ende des Ersten Weltkriegs im Gouvernement Wolhynien.
Nach dem Ersten Weltkrieg kam der Ort zu Polen (in die Woiwodschaft Wolhynien, Powiat Równe, Gmina Równe), im Zweiten Weltkrieg wurde er zwischen 1939 und 1941 von der Sowjetunion besetzt. Nach dem Überfall auf die Sowjetunion im Juni 1941 wurde er dann bis 1944 von Deutschland besetzt, dies gliederte den Ort in das Reichskommissariat Ukraine in den Generalbezirk Brest-Litowsk/Wolhynien-Podolien, Kreisgebiet Rowno.
Nach dem Krieg wurde der Ort der Sowjetunion zugeschlagen. Dort kam das Dorf zur Ukrainischen SSR und seit 1991 ist es ein Teil der heutigen Ukraine.

## Verwaltungsgliederung
Am 11. November 2017 wurde das Dorf zum Zentrum der neugegründeten Landgemeinde Schpaniw (Шпанівська сільська громада Schpaniwska silska hromada). Zu dieser zählen noch die 8 in der untenstehenden Tabelle aufgelisteten Dörfer, bis dahin bildete es zusammen mit den Dörfern Chodossy, Chotyn, Malyj Olexyn, Sosiw und Welykyj Olexyn die Landratsgemeinde Schpaniw (Шпанівська сільська рада/Schpaniwska silska rada) im Südwesten des Rajons Riwne.
Folgende Orte sind neben dem Hauptort Schpaniw Teil der Gemeinde:
| Name                     | Name            | Name                            | Name           | Name |
| ukrainisch transkribiert | ukrainisch      | russisch                        | polnisch       |      |
| ------------------------ | --------------- | ------------------------------- | -------------- | ---- |
| Barmaky                  | Бармаки         | Бармаки (Barmaki)               | Barmaki        |      |
| Chodossy                 | Ходоси          | Ходосы                          | Chodosy        |      |
| Chotyn                   | Хотин           | Хотын                           | Chocin         |      |
| Malyj Oleksyn            | Малий Олексин   | Малый Алексин (Maly Alexin)     | Oleksin Mały   |      |
| Malyj Schytyn            | Малий Житин     | Малый Житин (Maly Schitin)      | Żytyń Mały     |      |
| Sosiw                    | Зозів           | Зозов (Sosow)                   | Zozów          |      |
| Welykyj Oleksyn          | Великий Олексин | Великий Алексин (Weliki Alexin) | Oleksin Wielki |      |
| Welykyj Schytyn          | Великий Житин   | Великий Житин (Weliki Schitin)  | Żytyń Wielki   |      |